# 6245 Ikufumi
6245 Ikufumi (1990 SO4) là một tiểu hành tinh vành đai chính được phát hiện ngày 27 tháng 9 năm 1990 bởi T. Urata ở Đài thiên văn Nihondaira.